# Adam Faith

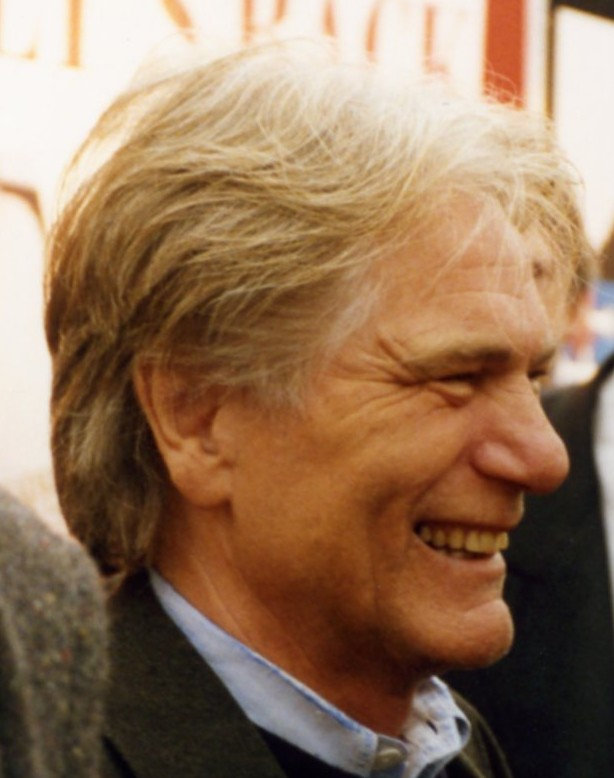
Adam Faith

Adam Faith (ur. 23 czerwca 1940 w Londynie, zm. 8 marca 2003 w Stoke-on-Trent), brytyjski piosenkarz, kompozytor, popularny w latach 60. Jego największym przebojem była piosenka "A Message To Martha".